# Samson (grup)
Samson era una banda britànica de heavy metal format el 1977 pel guitarrista i cantant Paul Samson.

## Biografia
El grup és conegut sobretot pel fet que en els tres primers discos el cantant fou Bruce Dickinson, el futur cantant d'Iron Maiden i que llavors es feia anomenar "Bruce Bruce". Aquests tres primers discos, de fet, situaren Samson com una de les bandes destacades del moviment renovador del heavy metal que fou la New Wave of British Heavy Metal, sovint denotada amb l'acrònim "NWOBHM". Una característica remarcable de la banda en aquella època era que el bateria Thunderstick (el nom real del qual és "Barry Graham") feia totes les actuacions abillat amb una màscara de cuir i tancat en una gàbia metàl·lica. També comptaren amb la participació del bateria Clive Burr, abans i després que fos membre d'Iron Maiden. La història del grup s'acabà a causa de la mort del líder, Paul Samson, per un càncer el 9 d'agost de 2002. El baixista Chris Aylmer morí el 9 de gener de 2007 també a causa d'un càncer.

## Discografia

### Discos d'estudi
- Survivors (1979)
- Head On (1980)
- Shock Tactics (1981)
- Before the Storm (1982)
- Don't Get Mad, Get Even (1984)
- Joint Forces (1986) – Disc en solitari de Paul Samson
- Head Tactics (1986)
- And There It Is (1988) – reeditat el 1993 amb el títol "1988"
- Refugee (1990)
- Samson (1993)
- Test of Time (1999)

### Discos en directe
- Thank You and Goodnight (1985)
- Live at Reading 1981 (1990)
- Live at the Marquee (1994)
- The BBC Sessions (1997)
- Metal Crusade (1999)
- Live in London 2000 (2001)
- Live: The Blues Nights (2002)

### Recopilatoris
- Last Rites (1984)
- Pillars of Rock (1990)
- Burning Emotion (1995)
- The Masters (1998)
- Past, Present, and Future (1999)
- Test of Time (1999)
- There and Back (2001)
- Riding with the Angels - The Anthology (2002)

## Formacions de la banda
- 1978 Paul Samson, Chris Aylmer, Clive Burr
- 1979 Paul Samson, John McCoy, Thunderstick (Barry Graham)
- 1980 Paul Samson, Chris Aylmer, Thunderstick (Barry Graham), Bruce Bruce (Bruce Dickinson)
- 1981 Paul Samson, Chris Aylmer, Mel Gaynor, Bruce Bruce (Bruce Dickinson)
- 1982 Paul Samson, Chris Aylmer, Pete Jupp, Nicky Moore
- 1984 Paul Samson, Mervyn Goldsworthy, Pete Jupp, Nicky Moore, Dave Colwell
- 1988 Paul Samson, Dave Boyce, Toby Sadler, Charlie Mack, Mick White
- 1990 Paul Samson, Peter Scallan, Toby Sadler, Charlie Mack
- 1993 Paul Samson, Chris Aylmer, Tony Tuohy
- 2000 Paul Samson, Chris Aylmer, Thunderstick (Barry Graham), Nicky Moore